# Jana preciosa
Jana preciosa is een vlinder uit de familie van de Eupterotidae. De wetenschappelijke naam van de soort is voor het eerst geldig gepubliceerd in 1893 door Aurivillius.